# Cholet Basket
Cholet Basket és un club de bàsquet francés, amb seu a la ciutat de Cholet i fundat el 1975, que competeix a la Lliga francesa. Disputa els seus partits al pavelló de La Meilleraie, amb capacitat per a 5.191 persones.

## Història
El club, fundat el 1975, debutà en la primera divisió del bàsquet francés en la temporada 1987-88, havent tardat només 12 anys a arribar a l'elit. Des de llavors s'ha mantingut quasi sempre entre els 10 millors equips de la competició, amb una plantilla basada sobretot en la pedrera. Durant la temporada 2004-05, 10 dels seus 12 jugadors provenien d'aquesta. Alguns exemples de jugadors de la seua pedrera són Antoine Rigaudeau, Jim Bilba i Mickaël Gelabale.

## Trajectòria
| Temporada | Nivell | Lliga | Pos. | Copa de França | Leaders Cup     | Competicions europees | Competicions europees |
| --------- | ------ | ----- | ---- | -------------- | --------------- | --------------------- | --------------------- |
| 2006–07   | 1      | Pro A | 7    |                |                 |                       |                       |
| 2007–08   | 1      | Pro A | 8    | Finalista      | Campió          | 3 FIBA EuroCup        | FG                    |
| 2008–09   | 1      | Pro A | 9    | Ronda de 16    |                 | 3 EuroChallenge       | FI                    |
| 2009–10   | 1      | Pro A | 1r   | Ronda de 32    | Quarts de final | 2 Eurocup             | TR                    |
| 2010–11   | 1      | Pro A | 2n   | Ronda de 16    | Quarts de final | 1 Euroleague          | TR                    |
| 2011–12   | 1      | Pro A | 4    | Semifinals     | Quarts de final | 1 Euroleague          | QR1                   |
| 2011–12   | 1      | Pro A | 4    | Semifinals     | Quarts de final | 2 Eurocup             | TR                    |
| 2012–13   | 1      | Pro A | 10   | Ronda de 16    |                 | 2 Eurocup             | TR                    |
| 2013–14   | 1      | Pro A | 13   | Ronda de 16    |                 | 3 EuroChallenge       | L16                   |
| 2014–15   | 1      | Pro A | 14   | Ronda de 16    |                 |                       |                       |
| 2015–16   | 1      | Pro A | 13   | Ronda de 32    |                 |                       |                       |
| 2016–17   | 1      | Pro A | 11   | Ronda de 16    |                 |                       |                       |
| 2017–18   | 1      | Pro A | 15   | Ronda de 32    |                 |                       |                       |

## Palmarés
- Campió de la Lliga Francesa: 2010
- Copa Le Tournoi des As (Leaders Cup): 2008
- Copa de França: 1998, 1999
- Finalista de Copa: 2005, 2008
- Finalista de la Lliga Francesa: 1988, 2011
- Campió de la Segona Divisió: 1986
- Campió de la Supercopa: 2010
- Subcampió de l'EuroChallenge: 2009

## Jugadors històrics
- Mickaël Gelabale
- Antoine Rigaudeau
- Nando de Colo
- Rodrigue Beaubois
- Arturas Karnisovas
- Stéphane Ostrowski
- Micheal Ray Richardson
- John Amaechi
- Vule Avdalović
- Rudy Gobert